# Phyllozetes alatus
Phyllozetes alatus är en kvalsterart som beskrevs av Sandór Mahunka 1982. Phyllozetes alatus ingår i släktet Phyllozetes och familjen Cosmochthoniidae. Inga underarter finns listade i Catalogue of Life.